# Dębów (województwo podkarpackie)
Dębów – wieś w Polsce, położona w województwie podkarpackim, w powiecie przeworskim, w gminie Gać.
Miejscowość jest siedzibą rzymskokatolickiej parafii Najświętszej Maryi Panny Królowej Polski.
Wieś szlachecka Dembow,  własność Konstantego Korniakta, położona była w 1589 roku w ziemi przemyskiej województwa ruskiego.
W latach 1975–1998 miejscowość administracyjnie należała do województwa przemyskiego.

## Integralne części wsi
| SIMC    | Nazwa        | Rodzaj    |
| ------- | ------------ | --------- |
| 0602667 | Jaworznik    | część wsi |
| 0602673 | Wojciechówka | część wsi |

## Historia
Nazwa pochodzi od dębów, które tu rosły przed setkami lat. Pierwsza wzmianka historyczna o miejscowości pochodzi z 1394 roku. Nazwa osady wymieniana była w przywileju wydanym przez Jana z Tarnowa na rzecz parafii przeworskiej.
W XV wieku właścicielami wsi byli Derszniacy. W 1494 roku właścicielem został Tomasz, wójt z Grodziska. W XVII wieku właścicielami byli Morscy, a w XVIII wieku Grocholscy. Pierwszym znanym właścicielem Dębowa z rodu Grocholskich był Bartłomiej. Po nim dziedziczył jego syn Walenty, który w 1739 roku spłacił brata Ignacego. Ostatnim Grocholskim w Dębowie był syn Walentego, Michał. W 1807 roku wdowa po Michale, Salomea z Daukszów Grocholska sprzedała Dębów Wojciechowi i Salomei z Kurowskich Wiśniewskim h. Prus. W 1849 roku właścicielką była Tekla Wiśniewska, córka Wojciecha i Salomei. Po jej śmierci wieś nabyli Lubomirscy.